# Lego Le Hobbit
Lego Le Hobbit (Lego The Hobbit) est un jeu vidéo d'action-aventure développé par Traveller's Tales et édité par Warner Bros. Interactive Entertainment. Il s'appuie sur l'intrigue des deux premiers films de la trilogie cinématographique Le Hobbit réalisée par Peter Jackson : Le Hobbit : Un voyage inattendu et Le Hobbit : La Désolation de Smaug, eux-mêmes inspirés du roman de J. R. R. Tolkien Le Hobbit. Le graphisme est celui des jouets Lego. Il sort le 8 avril 2014 en Amérique du Nord, et le 11 avril 2014 en Europe.
Le système de jeu reprend en grande partie celui du jeu Lego Le Seigneur des anneaux et des ajouts au gameplay proviennent de La Grande Aventure Lego, le jeu vidéo.
Le jeu sort sur PlayStation 3, PlayStation 4, PlayStation Vita, Xbox 360, Xbox One, Wii U, Nintendo 3DS, OS X et Windows.

## Synopsis
L'histoire se déroule 60 ans avant la trilogie du Seigneur des Anneaux. Gandalf propose à Bilbon de prendre part à une aventure. Treize nains les accompagneront afin de reconquérir Erebor qui a été attaqué par le dragon Smaug.
Ce jeu retrace l'épopée de cette compagnie au sein de la Terre du Milieu où de nombreuses épreuves les attendent.

Le jeu étant sorti avant le troisième film au cinéma, il couvre uniquement le scénario des deux premiers : Un voyage inattendu et La désolation de Smaug. Le contenu correspondant au troisième film, La Bataille des Cinq Armées, a été annoncé en tant que contenu téléchargeable avant d'être annulé.

## Système de jeu

### Généralités
Lego Le Hobbit permet au joueur de refaire les événements des deux premiers épisodes de la saga du film: Le Hobbit. L'adaptation du troisième film se faisant dans un autre opus.
Dans le jeu, le joueur incarnera un personnage Lego, permettant de refaire plusieurs missions retraçant le film. Une carte de la Terre du Milieu permet aussi au joueur de parcourir le monde du Hobbit selon ses désirs et ainsi il pourra refaire certaines missions, débloquer des objets ainsi que des personnages supplémentaires.
Le jeu est disponible en multijoueur local, un mode de jeu en écran partagé permet de faire interagir les deux joueurs sur le même écran.
La mission principale retrace l'histoire du Hobbit tandis que la carte permet de passer d'une mission à l'autre dans un système de monde ouvert. Il est ensuite possible de faire des quêtes annexes dans cette carte, d'acheter des personnages supplémentaires et de refaire les missions principales en jeu libre. Un système d'objet rares à trouver et à collectionner permet au joueur d'explorer toute la carte de la Terre du Milieu.
Lors de son périple, le joueur récoltera des pièces permettant d'acheter divers objets et personnages.
Après avoir terminé une mission, une cinématique humoristique avec les voix du film doublant les personnages Lego permet au joueur de mieux se situer dans l'histoire.
En plus des 16 missions du mode histoire, le joueur peut faire des quêtes annexes en parcourant la carte de la Terre du Milieu.
Toutes les missions sont rejouables avec d'autres personnages dans le mode jeu libre afin de découvrir des endroits cachés.

### Objets
Comme dans Lego Le Seigneur des anneaux, différents types d'objets peuvent être collectés dans les niveaux et dans le monde ouvert. Ainsi, le joueur peut accumuler :
- des briques en mithril : obtenues en remplissant des quêtes/missions proposées sur la carte, ou offertes en récompense à la fin de chaque niveau (pour les plans de forgeron, les objets dissimulés, les minikits) ; elles sont nécessaires pour fabriquer les objets en mithril à la forge.
- des objets dissimulés : au nombre de 4 dans chaque niveau, ils peuvent également servir à compléter des quêtes dans le monde ouvert et être utilisés par les personnages durant le jeu.
- des minikits : au nombre de 10 dans chaque niveau, une fois tous collectés ils forment un assemblage de briques Lego spécifique.
- des plans de forgerons : un par niveau, plus ceux du monde ouvert pour un total de 32, ils sont nécessaires pour fabriquer les objets en mithril à la forge.
- des pièces Lego (grises, dorées, bleues et violettes) : monnaie d'échange utilisée dans le jeu
- des marchandises (poissons, acier, carottes, bois...) : nouveauté par rapport à Lego Le Seigneur des anneaux, ces marchandises peuvent être récoltées en détruisant des objets Lego, en cassant des blocs de pierre ou être achetées/échangées ; elles sont nécessaires pour le forgeage des objets en mithril et l'accomplissement de certaines quêtes
- des briques rouges : elles doivent être gagnées après certaines quêtes puis achetées par le joueur ; elles proposent des modifications des conditions de jeu (déguisement, multiplicateur de pièces, invincibilité)

## Personnages

### Voix originales
- Martin Freeman : Bilbon Sacquet
- Ian McKellen : Gandalf
- Hugo Weaving : Elrond
- Orlando Bloom : Legolas
- Luke Evans : Bard l'Archer
- Cate Blanchett : Galadriel
- Evangeline Lilly : Tauriel
- Andy Serkis : Gollum
- Benedict Cumberbatch : Smaug

### Voix françaises
- Julien Sibre : Bilbon Sacquet
- Jean Piat : Gandalf
- Féodor Atkine : Elrond
- Déborah Perret : Galadriel
- Laëtitia Lefebvre : Tauriel
- Denis Laustriat : Legolas
- Cédric Dumond : Bard l'Archer
- Sylvain Caruso : Gollum
- Jérémie Covillault : Smaug